# Esquina
Esquina est une ville et le chef-lieu du département homonyme dans la province de Corrientes en Argentine.
Elle se situe sur la rive gauche du Rio Paraná au sud-ouest de la province à 336 km de la capitale provinciale et à 668 km de Buenos Aires.